# The Very Best of Winger
The Very Best of Winger è una raccolta del gruppo musicale statunitense Winger, pubblicata il 2 ottobre 2001 dalla Atlantic Records.
L'album raccoglie i migliori brani estratti dai primi tre album del gruppo, Winger (1988), In the Heart of the Young (1990) e Pull (1993), con l'aggiunta della traccia inedita On the Inside. La raccolta presenta inoltre Hell to Pay, una canzone originariamente apparsa solo nell'edizione giapponese di Pull, che per l'occasione è stata registrata nuovamente e completata da Kip Winger e Reb Beach.

## Tracce
1. On the Inside – 4:24 (traccia inedita)
2. Blind Revolution Mad – 5:26 (dall'album Pull)
3. Down Incognito – 3:48 (dall'album Pull)
4. Spell I'm Under – 3:56 (dall'album Pull)
5. Who's the One – 5:46 (dall'album Pull)
6. Junkyard Dog (Tears on Stone) – 6:55 (dall'album Pull)
7. Hell to Pay – 3:24 (dall'edizione giapponese di Pull)
8. Can't Get Enuff – 4:24 (dall'album In the Heart of the Young)
9. Under One Condition – 4:30 (dall'album In the Heart of the Young)
10. Easy Come Easy Go – 4:06 (dall'album In the Heart of the Young)
11. Rainbow in the Rose – 5:34 (dall'album In the Heart of the Young)
12. Miles Away – 4:15 (dall'album In the Heart of the Young)
13. Seventeen – 4:12 (dall'album Winger)
14. Madalaine – 3:47 (dall'album Winger)
15. Hungry – 4:01 (dall'album Winger)
16. Headed for a Heartbreak – 5:15 (dall'album Winger)

## Formazione
- Kip Winger – voce, basso, tastiere
- Reb Beach – chitarra solista, cori
- Paul Taylor – chitarra ritmica, tastiere, cori
- Rod Morgenstein – batteria, percussioni, cori
- John Roth – chitarra ritmica (solo nelle tracce 1 e 7)